# Pleotrichophorus asterifoliae
Pleotrichophorus asterifoliae är en insektsart som först beskrevs av Strom 1934.  Pleotrichophorus asterifoliae ingår i släktet Pleotrichophorus och familjen långrörsbladlöss. Inga underarter finns listade i Catalogue of Life.